# Hanwha Ocean
Hanwha Ocean, het voormalige Daewoo Shipbuilding & Marine Engineering (DSME), is een Zuid-Koreaanse scheepswerf. De werf is actief in zowel nieuwbouw als reparatie en gespecialiseerd in LNG-tankers en offshoreplatforms. Het is een van de grootste scheepsbouwers ter wereld en met Hyundai Heavy Industries en Samsung Heavy Industries de grote drie van Zuid-Korea.

## Geschiedenis
In 1973 werd begonnen met de bouw van de scheepswerf. Korea Shipbuilding & Engineering Corporation was de opdrachtgever. In 1978 ging dit bedrijf op in Daewoo Shipbuilding & Heavy Machinery. In 1979 werd de eerste chemicaliëntanker te water gelaten, maar het duurde nog twee jaar voordat de werf in 1981 officieel werd geopend. In het eerste decennium van haar bestaan had de werf het moeilijk en pas in 1991 werd voor het eerst winst gemaakt. In 1994 fuseerde de werf met Daewoo Heavy Industry.
Na de Aziatische financiële crisis raakte het Daewoo chaebol in zware financiële problemen. Het bedrijf werd ontmanteld en sinds 2000 is de werf weer zelfstandig en een jaar later kreeg het een beursnotering aan de Korea Stock Exchange. In 2006 kreeg de werf voor het eerst meer dan US$ 10 miljard aan orders voor nieuwe schepen en twee jaar later werd meer dan US$ 10 miljard omzet gerealiseerd. Naast de werf in Okpo-dong bij Geoje, had het bedrijf deelnemingen in onder meer Daewoo-Mangalia Heavy Industries in Roemenië. In november 2017 nam Damen Shipyards het meerderheidsbelang van Daewoo in de Roemeense werf over.
DSME raakte in 2015 in financiële problemen. In een halfjaar leed het een recordverlies van US$ 3,3 miljard op bestaande opdrachten en een gebrek aan nieuwe orders. De Korea Development Bank (KDB) en de Export-Import Bank of Korea hebben samen KRW 4200 miljard (US$ 3,7 miljard) aan nieuw vermogen toegezegd. Het bedrijf zal verder zo’n 300 banen schrappen en de activiteiten op het gebied van windenergie en de werf in Roemenië afstoten. Twee jaar later was het geld op en het kreeg wederom een nieuwe financiële injectie van de overheid ter waarde van US$ 2,6 miljard.
De financiële situatie bleef precair. Op 1 februari 2019 werd bekend dat Hyundai Heavy Industries (HHI), een van de grootste scheepsbouwers ter wereld, via een aandelenruil DSME zal overnemen. KDB zal zijn hele belang aan HHI verkopen. KDB zal een aandelenbelang nemen in het nieuwe combinatiebedrijf en wordt de op een na grootste aandeelhouder. Als de transactie zou worden goedgekeurd dan ontstaat 's werelds grootste scheepsbouwbedrijf. In januari 2022 verbood de Europese Commissie de transactie. Het samengaan van de twee bedrijven zou leiden tot een economische machtsblok waardoor de concurrentie voor technisch hoogwaardige schepen sterk wordt belemmerd, aldus het oordeel van de EC.
De zoektocht naar een partner begon opnieuw. In september 2022 werd het voornemen bekend gemaakt dat Hanwha Group een aandelenbelang van 49,3% zal nemen in DSME. Slaagt deze transactie dan neemt het aandelenbelang van KDB af naar 28,2%. In 2008 deed Hanwha eerder een poging DSME over te nemen, maar dit mislukte. Hanwha betaalt nu zo'n KRW 2000 miljard won (ca. US$ 1,4 miljard) en dat is ruim de helft minder dan het in 2008 bereid was te betalen. De transactie werd op 16 december 2022 afgerond. Op 23 mei 2023 werd de naam van het bedrijf gewijzigd in Hanwha Ocean.

## Activiteiten
De werf heeft zich gespecialiseerd in gastankers en offshore materieel voor de energiesector, maar bouwt ook veel olietankers, container- en marineschepen.
Op 26 oktober 2009 ontving de werf een order voor vier Valemax bulkcarriers van het Braziliaanse mijnbouwbedrijf Vale. De order heeft een waarde van US$ 460 miljoen, ofwel US$ 115 miljoen per stuk. In juli 2010 kwam een vervolgorder voor nog eens drie schepen. Ze zijn de grootste ertscarriers ter wereld met een lengte van 362 meter, een breedte van 65 meter en een draagvermogen van 400.000 DWT. Ruim een jaar eerder had Vale al een order voor hetzelfde scheepstype geplaatst bij een Chinese scheepswerf, maar DSME had toch de primeur en leverde als eerste de Vale Brasil op in maart 2011.
In 2012 leverde de werf het containerschip Marco Polo op. Dit schip heeft een lengte van 354 meter en kan zo’n 16.000 containers vervoeren. Van Maersk kreeg het in 2011 de bouwopdracht voor 10 Maersk triple-E containerschepen elk met een capaciteit van 18.000 standaardcontainers.
Medio 2013 ontving DSME de bouwopdracht voor 16 ijsbestendige gastankers voor het Yamal LNG project. De gastankers gaan lng vervoeren van het schiereiland Jamal via de noordoostelijke doorvaart naar klanten in Azië of Europa. De tankers met een capaciteit van ongeveer 170.000  m³ lng kunnen opereren bij temperaturen van min 50 °C en door twee meter dik ijs varen. In het eerste halfjaar van 2017 werd de eerste gastanker afgeleverd en de laatste in december 2019.

### Resultaten
In de onderstaande tabel de belangrijkste financiële gegevens van het bedrijf sinds 2010.
| Jaar | Omzet  | Nettoresultaat |
| ---- | ------ | -------------- |
| 2010 | 12.989 | 776            |
| 2011 | 13.908 | 648            |
| 2012 | 14.058 | 176            |
| 2013 | 14.724 | −683           |
| 2014 | 15.455 | −863           |
| 2015 | 15.007 | −3307          |
| 2016 | 12.819 | −2789          |
| 2017 | 11.102 | 646            |
| 2018 | 9.644  | 320            |
| 2019 | 8.359  | −46            |
| 2020 | 7.030  | 87             |
| 2021 | 4.487  | −1700          |
| 2022 | 4.860  | −1745          |